# 小行星8402
小行星8402（英語：8402）是一颗围绕太阳公转的小行星。1994年4月11日，埃莉諾·赫琳在帕洛马山发现了此天体。
这颗小行星的绝对星等为308.20076等。